# 秦海彬
秦海彬（1956年10月—），河南荥阳人，中华人民共和国政治人物。

## 生平
秦海彬于1975年8月参加工作，1980年6月加入中国共产党。刚参加工作时，他的职业只是教师，1982年进入党政机构工作。2004年进入焦作市政坛，历任焦作市统战部部长、市政协党组副书记、宣传部部长、市纪委书记等职务。2014年3月当选为焦作市政协主席兼党组书记。2018年9月不再担任政协主席兼党组书记，继任者为杨娅辉。2019年11月退休。